# Tommy McGrane Memorial Cup
La Tommy McGrane Memorial Cup est une compétition de football organisée de 2005 à 2010. Nommée en l'honneur de Tommy McGrane, un des fondateurs du club d'East Kilbride Thistle (en), elle est organisée par ce club et se tient chaque année sur invitation, avant le début de la saison, au Show Park d'East Kilbride, South Lanarkshire.
Cette compétition se déroule sous la forme d'un tournoi à élimination directe et a réussi à attirer des clubs de l'élite du football écossais tels que Stirling Albion, Hamilton Academical, Alloa Athletic, Ayr ou encore Clyde.

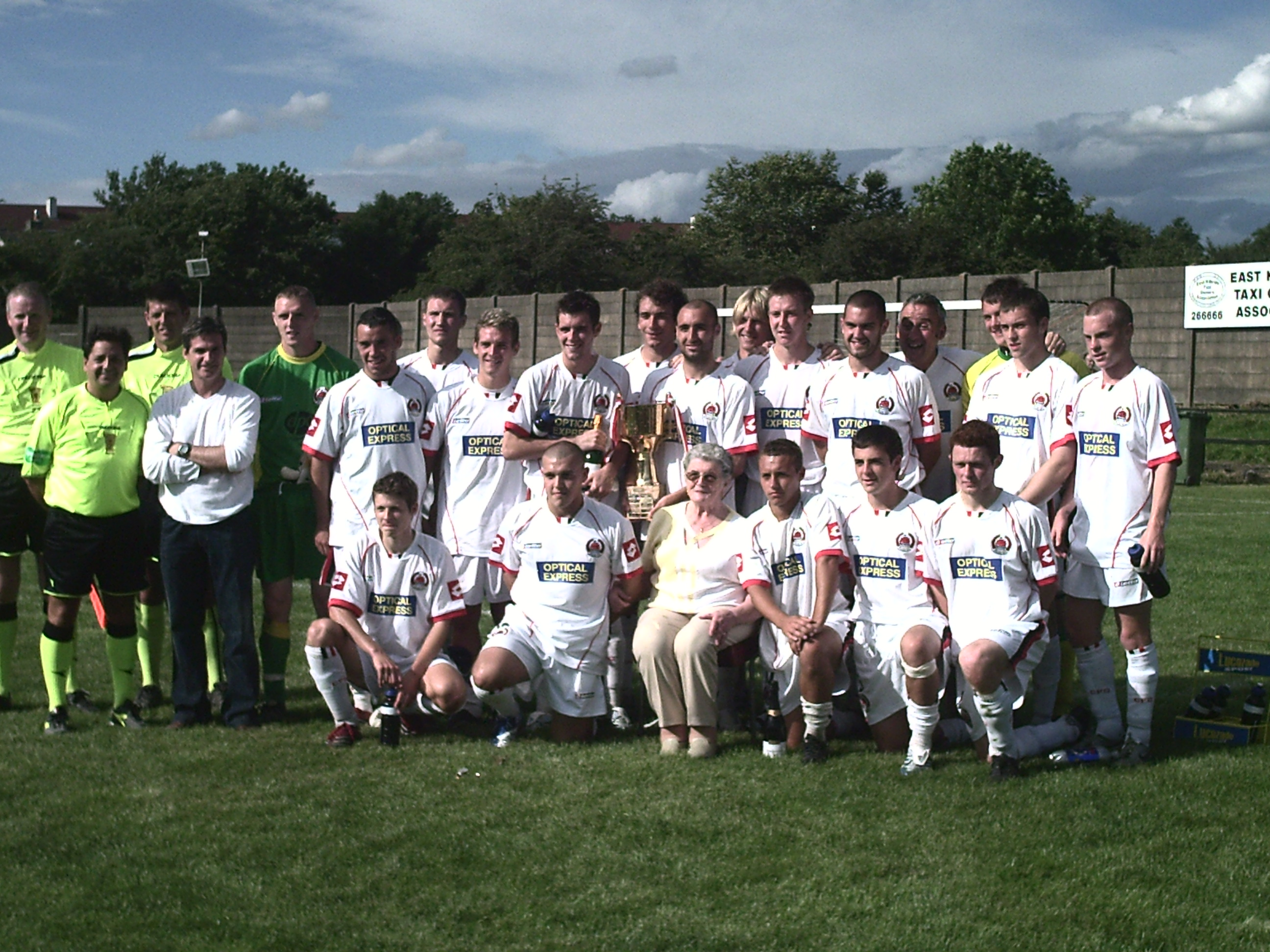
Les joueurs de Clyde posant avec le trophée après avoir remporté l'édition 2006.

## Résultats
- 2005 : Stirling Albion
- 2006 : Clyde
- 2007 : Stirling Albion
- 2008 : Stirling Albion
- 2009 : East Kilbride Thistle (en)
- 2010 : Beith Juniors